# Robert Lindstedt
Robert Lindstedt (* 19. März 1977 in Sundbyberg) ist ein ehemaliger schwedischer Tennisspieler.

## Karriere
Der Doppelspezialist konnte in seiner Karriere 23 Titel auf der ATP World Tour erringen und 25 weitere Male ein Endspiel erreichen. In der Weltrangliste erreichte er seine höchste Platzierung im Doppel mit Rang 3 im Mai 2013, im Einzel war er im April 2004 die Nummer 309 der Welt.
Seine ersten großen Erfolge bei Grand-Slam-Turnieren konnte er 2008 feiern, als er an der Seite von Kevin Anderson in Wimbledon und Jarkko Nieminen bei den US Open jeweils das Viertelfinale erreichen konnte. 2010 gelang ihm zusammen mit dem Rumänen Horia Tecău erstmals der Finaleinzug in Wimbledon, sie unterlagen jedoch Jürgen Melzer und Philipp Petzschner. Auch 2011 und 2012 konnten sie ins Finale von Wimbledon vorstoßen.
An der Seite von Łukasz Kubot gelang Lindstedt 2014 mit dem Titelgewinn bei den Australian Open der größte Erfolg seiner Karriere.

## Turniersiege
| Legende (Anzahl der Siege)                           |
| Grand Slam (1)                                       |
| Tennis Masters Cup ATP World Tour Finals             |
| ATP Masters Series ATP World Tour Masters 1000 (1)   |
| ATP International Series Gold ATP World Tour 500 (3) |
| ATP International Series ATP World Tour 250 (18)     |
| ATP Challenger Tour (11)                             |

| Titel nach Belag |
| Hartplatz (13)   |
| Sand (7)         |
| Rasen (3)        |

### Doppel

#### Turniersiege

##### ATP World Tour
| Nr. | Datum              | Turnier              | Belag         | Partner              | Finalgegner                          | Ergebnis          |
| --- | ------------------ | -------------------- | ------------- | -------------------- | ------------------------------------ | ----------------- |
| 1.  | 24. September 2007 | Mumbai               | Hartplatz     | Jarkko Nieminen      | Rohan Bopanna Aisam-ul-Haq Qureshi   | 7:63, 7:65        |
| 2.  | 7. Oktober 2007    | Tokio                | Hartplatz     | Jordan Kerr          | Frank Dancevic Stephen Huss          | 6:4, 6:4          |
| 3.  | 17. August 2008    | Washington, D.C. (1) | Hartplatz     | Marc Gicquel         | Bruno Soares Kevin Ullyett           | 7:66, 6:3         |
| 4.  | 12. Januar 2009    | Auckland             | Hartplatz     | Martin Damm          | Scott Lipsky Leander Paes            | 7:5, 6:4          |
| 5.  | 8. Februar 2009    | Zagreb               | Hartplatz (i) | Martin Damm          | Christopher Kas Rogier Wassen        | 6:4, 6:3          |
| 6.  | 9. August 2009     | Washington, D.C. (2) | Hartplatz     | Martin Damm          | Mariusz Fyrstenberg Marcin Matkowski | 7:5, 7:63         |
| 7.  | 11. April 2010     | Casablanca (1)       | Sand          | Horia Tecău          | Rohan Bopanna Aisam-ul-Haq Qureshi   | 6:2, 3:6, [10:7]  |
| 8.  | 19. Juni 2010      | 's-Hertogenbosch (1) | Rasen         | Horia Tecău          | Lukáš Dlouhý Leander Paes            | 1:6, 7:5, [10:7]  |
| 9.  | 18. Juli 2010      | Båstad (1)           | Sand          | Horia Tecău          | Andreas Seppi Simone Vagnozzi        | 6:4, 7:5          |
| 10. | 22. August 2010    | New Haven            | Hartplatz     | Horia Tecău          | Rohan Bopanna Aisam-ul-Haq Qureshi   | 6:4, 7:5          |
| 11. | 11. April 2011     | Casablanca (2)       | Sand          | Horia Tecău          | Colin Fleming Igor Zelenay           | 6:2, 6:1          |
| 12. | 17. Juli 2011      | Båstad (2)           | Sand          | Horia Tecău          | Simon Aspelin Andreas Siljeström     | 6:3, 6:3          |
| 13. | 29. April 2012     | Bukarest             | Sand          | Horia Tecău          | Jérémy Chardy Łukasz Kubot           | 7:62, 6:3         |
| 14. | 23. Juni 2012      | ’s-Hertogenbosch (2) | Rasen         | Horia Tecău          | Juan Sebastián Cabal Dmitri Tursunow | 6:3, 7:61         |
| 15. | 15. Juli 2012      | Båstad (3)           | Sand          | Horia Tecău          | Alexander Peya Bruno Soares          | 6:3, 7:65         |
| 16. | 19. August 2012    | Cincinnati           | Hartplatz     | Horia Tecău          | Rohan Bopanna Mahesh Bhupathi        | 6:4, 6:4          |
| 17. | 17. Februar 2013   | Rotterdam            | Hartplatz (i) | Nenad Zimonjić       | Thiemo de Bakker Jesse Huta Galung   | 5:7, 6:3, [10:8]  |
| 18. | 25. Januar 2014    | Australian Open      | Hartplatz     | Łukasz Kubot         | Eric Butorac Raven Klaasen           | 6:3, 6:3          |
| 19. | 29. August 2015    | Winston-Salem        | Hartplatz     | Dominic Inglot       | Eric Butorac Scott Lipsky            | 6:2, 6:4          |
| 20. | 2. Oktober 2016    | Shenzhen             | Hartplatz     | Fabio Fognini        | Oliver Marach Fabrice Martin         | 7:64, 6:3         |
| 21. | 30. Juni 2017      | Antalya              | Rasen         | Aisam-ul-Haq Qureshi | Oliver Marach Mate Pavić             | 7:5, 4:1 Aufgabe  |
| 22. | 6. Mai 2018        | Istanbul             | Sand          | Dominic Inglot       | Ben McLachlan Nicholas Monroe        | 3:6, 6:3, [10:8]  |
| 23. | 22. September 2019 | Metz                 | Hartplatz (i) | Jan-Lennard Struff   | Nicolas Mahut Édouard Roger-Vasselin | 2:6, 7:61, [10:4] |

##### ATP Challenger Tour
| Nr. | Datum              | Turnier       | Belag         | Partner              | Finalgegner                            | Ergebnis          |
| --- | ------------------ | ------------- | ------------- | -------------------- | -------------------------------------- | ----------------- |
| 1.  | 25. Februar 2001   | Wolfsburg (1) | Teppich (i)   | Fredrik Loven        | Jan Boruszewski Markus Menzler         | 7:65, 6:77, 6:4   |
| 2.  | 8. November 2003   | Eckental      | Teppich (i)   | Stephen Huss         | Lars Burgsmüller Andreas Tattermusch   | kampflos          |
| 3.  | 15. November 2003  | Helsinki (1)  | Hartplatz (i) | Robin Söderling      | Roko Karanušić Janko Tipsarević        | 6:3, 6:72, 6:1    |
| 4.  | 8. Januar 2004     | Wolfsburg (2) | Teppich (i)   | Jean-Claude Scherrer | Juan Ignacio Carrasco Josh Goffi       | 6:2, 4:6, 7:65    |
| 5.  | 12. September 2004 | Seoul         | Hartplatz     | Ashley Fisher        | Johan Landsberg Thomas Shimada         | 7:5, 7:60         |
| 6.  | 20. November 2004  | Helsinki (2)  | Hartplatz (i) | Lu Yen-hsun          | Gianluca Bazzica Massimo Dell’Acqua    | 6:2, 6:2          |
| 7.  | 9. April 2005      | Tallahassee   | Hartplatz     | Alexander Peya       | Goran Dragicevic Mirko Pehar           | 6:2, 7:5          |
| 8.  | 1. Mai 2005        | Tunis         | Sand          | Tomas Behrend        | Marco Chiudinelli Jean-Claude Scherrer | 3:6, 6:1, 6:3     |
| 9.  | 23. April 2006     | Bermuda       | Sand          | Tomáš Cibulec        | Alex Kuznetsov Jeff Morrison           | 6:71, 6:3, [10:4] |
| 10. | 22. März 2015      | Irving        | Hartplatz     | Serhij Stachowskyj   | Benjamin Becker Philipp Petzschner     | 6:4, 6:4          |
| 11. | 17. August 2019    | Vancouver     | Hartplatz     | Jonny O’Mara         | Treat Huey Adil Shamasdin              | 6:2, 7:5          |

#### Finalteilnahmen
| Nr. | Datum              | Turnier           | Belag         | Partner           | Finalgegner                            | Ergebnis                  |
| --- | ------------------ | ----------------- | ------------- | ----------------- | -------------------------------------- | ------------------------- |
| 1.  | 26. September 2005 | Ho-Chi-Minh-Stadt | Hartplatz     | Ashley Fisher     | Lars Burgsmüller Philipp Kohlschreiber | 6:53, 4:6, 2:6            |
| 2.  | 6. März 2006       | Las Vegas         | Hartplatz     | Jaroslav Levinský | Bob Bryan Mike Bryan                   | 3:6, 2:6                  |
| 3.  | 24. Juli 2006      | Stuttgart (1)     | Sand          | Yves Allegro      | Gastón Gaudio Maks Mirny               | 5:7, 7:64, [10:12]        |
| 4.  | 28. Februar 2009   | Dubai             | Hartplatz     | Martin Damm       | Rik De Voest Dmitri Tursunow           | 6:4, 3:6, [5:10]          |
| 5.  | 10. Mai 2009       | Estoril           | Sand          | Martin Damm       | Eric Butorac Scott Lipsky              | 3:6, 2:6                  |
| 6.  | 19. Juli 2009      | Båstad            | Sand          | Robin Söderling   | Jaroslav Levinský Filip Polášek        | 6:1, 3:6, [7:10]          |
| 7.  | 21. Februar 2010   | Marseille         | Hartplatz (i) | Julian Knowle     | Julien Benneteau Michaël Llodra        | 4:6, 3:6                  |
| 8.  | 3. Juli 2010       | Wimbledon (1)     | Rasen         | Horia Tecău       | Jürgen Melzer Philipp Petzschner       | 1:6, 5:7, 5:7             |
| 9.  | 9. Januar 2011     | Brisbane          | Hartplatz     | Horia Tecău       | Lukáš Dlouhý Paul Hanley               | 4:6, Aufgabe              |
| 10. | 18. Juni 2011      | ’s-Hertogenbosch  | Rasen         | Horia Tecău       | František Čermák Daniele Bracciali     | 3:6, 6:2, [8:10]          |
| 11. | 2. Juli 2011       | Wimbledon (2)     | Rasen         | Horia Tecău       | Bob Bryan Mike Bryan                   | 3:6, 4:6, 6:72            |
| 12. | 7. August 2011     | Washington, D.C.  | Hartplatz     | Horia Tecău       | Michaël Llodra Nenad Zimonjić          | 7:63, 6:76, [7:10]        |
| 13. | 9. Oktober 2011    | Peking            | Hartplatz     | Horia Tecău       | Michaël Llodra Nenad Zimonjić          | 6:72, 6:74                |
| 14. | 19. Februar 2012   | Rotterdam         | Hartplatz (i) | Horia Tecău       | Michaël Llodra Nenad Zimonjić          | 6:4, 5:7, [14:16]         |
| 15. | 13. Mai 2012       | Madrid            | Sand          | Horia Tecău       | Mariusz Fyrstenberg Marcin Matkowski   | 3:6, 4:6                  |
| 16. | 7. Juli 2012       | Wimbledon (3)     | Rasen         | Horia Tecău       | Jonathan Marray Frederik Nielsen       | 6:4, 4:6, 6:75, 7:65, 3:6 |
| 17. | 21. Oktober 2012   | Stockholm (1)     | Hartplatz (i) | Nenad Zimonjić    | Marcelo Melo Bruno Soares              | 7:64, 5:7, [6:10]         |
| 18. | 3. März 2013       | Dubai             | Hartplatz     | Nenad Zimonjić    | Mahesh Bhupathi Michaël Llodra         | 6:76, 6:76                |
| 19. | 28. April 2013     | Barcelona         | Sand          | Daniel Nestor     | Alexander Peya Bruno Soares            | 7:5, 6:77, [4:10]         |
| 20. | 20. Oktober 2013   | Stockholm (2)     | Hartplatz (i) | Jonas Björkman    | Aisam-ul-Haq Qureshi Jean-Julien Rojer | 2:6, 2:6                  |
| 21. | 3. Mai 2015        | Istanbul          | Sand          | Jürgen Melzer     | Radu Albot Dušan Lajović               | 4:6, 6:72                 |
| 22. | 30. Oktober 2016   | Basel             | Hartplatz (i) | Michael Venus     | Marcel Granollers Jack Sock            | 3:6, 4:6                  |
| 23. | 17. Juni 2018      | Stuttgart (2)     | Rasen         | Marcin Matkowski  | Philipp Petzschner Tim Pütz            | 6:75, 3:6                 |
| 24. | 30. September 2018 | Shenzhen          | Hartplatz     | Rajeev Ram        | Joe Salisbury Ben McLachlan            | 6:75, 6:74                |
| 25. | 25. Mai 2019       | Genf              | Sand          | Matthew Ebden     | Oliver Marach Mate Pavić               | 4:6, 4:6                  |

### Mixed

#### Finalteilnahmen
| Nr. | Datum         | Turnier   | Belag | Partnerin        | Finalgegner             | Ergebnis |
| --- | ------------- | --------- | ----- | ---------------- | ----------------------- | -------- |
| 1.  | 14. Juli 2019 | Wimbledon | Rasen | Jeļena Ostapenko | Latisha Chan Ivan Dodig | 2:6, 3:6 |